# 交通广播

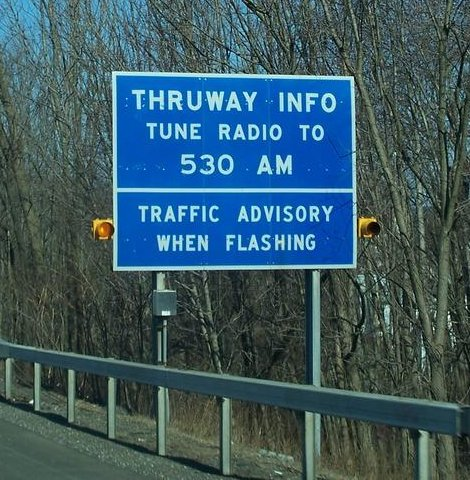
美国某处高速公路的指示牌，提示过往司机可将频率调到530kHz来获取交通资讯。

交通广播，是一种为移动人群（包括驾驶员和乘客）和交通管理者提供信息与服务的广播形式。

## 广播形态
大多数交通广播采取同频同步覆盖的方式，以便于一定范围内的收听者锁定频率收听，避免频繁换台的麻烦。如日本全国的“路侧放送”就固定在1620kHz（南关东地区为1629kHz，为避免810kHz的AFN电台谐波干扰而设立）播出。部分高速公路上还会竖立提示牌，提示过往司机当地交通广播的频率。
一些地区（如美国和日本）的交通广播由政府交通部门运营，有些已实现使用人工合成语音播报，覆盖范围一般仅限于高速公路，播出内容全部是当地路况信息。还有一些地区（如中华人民共和国）的交通广播由当地广播电台运营，与当地交通管理部门合作，提供即时路况之余，还会提供多元化的资讯及娱乐节目，覆盖范围也不仅限于高速公路，事实上已经成为以交通资讯为主的综合广播。另外，一些并非专门提供交通路况信息的电台也会定时或不定时提供即时路况。

## 广播方式
在欧美等地，交通广播通常采用小功率差转接力的方式在覆盖地设立多个广播基站，以FM或者中波的方式广播。在中华人民共和国，交通广播通常由当地广播电台运营，并与属地交通管理部门或者交警大队合作，为司机提供即时路况消息。除此之外，中国大陆的交通广播亦拓展节目类型，开办汽车音乐节目和关于汽车的清谈节目等，为听众提供更多资讯。目前在一些大城市，当地广播电台主要以主发射站为中心，多点小功率发射为辅的方式来增强其交通广播频率的覆盖效果。

## 知名交通广播列表

### 中国大陆
- FM 99.6MHz 中央人民广播电台中国交通广播 （京津冀频率FM 99.6，湖南频率FM 90.5，河北频率FM 101.2。部分发射点设在高速收费站处，与美国的TIS广播类似）
- FM 103.9MHz 北京交通广播
- FM 106.8MHz 天津交通广播
- FM 99.2MHz 河北交通广播（石家庄、保定、邯郸、衡水、沧州频率FM 99.2MHz，北京、天津、唐山、廊坊、承德、秦皇岛频率FM 99.3MHz，张家口频率FM 101.6MHz)
- FM 88.0MHz 山西交通广播（全省同频）
- FM 105.6MHz 内蒙古交通之声广播 （全区同频）
- FM 97.5MHz 辽宁交通广播（全省同频）
- FM 103.8MHz 吉林交通广播（全省同频）
- FM 99.8MHz 黑龙江交通广播（哈尔滨、大庆、齐齐哈尔、牡丹江、伊春频率FM 99.8MHz，佳木斯、鹤岗频率FM 107.2MHz，黑河频率FM 106.9MHz)
- FM 105.7MHz AM 648KHz 上海交通广播
- FM 101.1MHz 江苏交通广播（全省同频）
- FM 104.8MHz 苏州交通广播
- FM 90.8MHz 安徽交通广播（全省同频）
- FM 93.0MHz 浙江交通之声（全省同频）
- FM 91.8MHz 杭州经济交通广播（别称交通91.8）
- FM 100.7MHz 福建交通广播（全省同频）
- FM 105.4MHz 江西交通广播（全省同频）
- FM 101.1MHz 山东交通广播（济南、泰安、淄博、济宁、枣庄频率FM 101.1MHz，青岛、菏泽频率FM 106.0MHz，日照频率FM 105.2MHz)
- FM 104.1MHz 河南交通广播（郑州、许昌、商丘、漯河、平顶山、驻马店、信阳频率FM 104.1MHz，洛阳、三门峡频率FM103.5MHz，安阳频率FM 102.5MHz，南阳频率FM 98.5MHz，永城频率FM 106.3MHz)
- FM 92.7MHz 湖北楚天交通广播（全省同频）
- FM 91.8MHz 湖南交通广播 （别称湖南交通频道，长沙、株洲、湘潭、岳阳、常德、张家界、怀化、邵阳、永州频率FM 91.8MHz，衡阳、娄底频率FM 100.3MHz)
- FM 105.2MHz 广东广播电视台交通之声

(别称羊城交通台，以粤语播音，目前仅覆盖珠三角和粤东部分地区，频率均为FM 105.2MHz)
- FM 106.1MHz 广州广播电视台经济交通广播
- FM 106.2MHz 深圳广电集团交通广播
- FM 100.3MH 广西交通广播（南宁频率FM 100.3MHz，全区各地市频率不一）
- FM 95.5MHz 重庆交通广播
- FM 101.7MHz 四川交通广播（全省同频)
- FM 95.2MHz 贵州交通广播（全省同频）
- FM 91.8MHz 云南交通之声广播（目前仅覆盖昆明和省内部分地市州，频率均为FM 91.8MHz)
- FM 91.6MHz 陕西交通广播（全省同频）
- FM 103.5MHz 甘肃交通广播（全省同频）
- FM 98.4MHz 宁夏交通广播（全区同频）
- FM 97.2MHz 青海交通音乐广播（西宁频率FM 97.2MHz，全省各地市州频率不一）
- FM 94.9MHz 新疆交通广播（以汉语普通话播音，目前仅覆盖乌鲁木齐和区内部分城市，频率均为FM 94.9MHz)
- FM 107.4MHz 新疆交通文艺广播（以维吾尔语播音，目前仅覆盖乌鲁木齐和区内部分城市，频率均为FM 107.4MHz)

### 台湾
- FM 104.9MHz 警察广播电台 (提供即时路况信息、自然灾害预警、紧急救援插播等公共服务，类似于中国大陆的交通广播或应急广播。使用FM 104.9MHz、FM 105.1MHz、FM 101.3MHz、FM 106.5MHz四个调频频率覆盖台湾岛大部分地区。）

### 越南
- FM 91.0MHz 越南之声河内交通广播 (VOV GT-HN)
- FM 91.0MHz 越南之声胡志明市交通广播 (VOV GT-HCM)

### 意大利
- FM 103.3MHz Rai Isoradio （页面存档备份，存于） (由意大利广播电视公司运营，覆盖意大利全境大部分高速公路路段，频率均为FM 103.3MHz)

### 加拿大
- AM 730KHz CKAC（英语：CKAC） (以加拿大法语播音，主要覆盖蒙特利尔地区，目前全天播出当地实时路况信息。）
- AM 730KHz CKGO（英语：CKGO） (由康力斯娱乐运营，以加拿大英语播音，主要覆盖温哥华地区。除全天候播出当地实时路况信息外，亦转播少量体育节目。）